# Franc Kočar
Franc Kočar, slovenski rudarski strokovnjak, * 1. oktober 1929, Motnik, † 13. maj 1995, Motnik.

## Življenje in delo
Diplomiral je 1962 na Rudarski  fakulteti v Tuzli, doktoriral pa 1981 na Rudarsko-geološki fakulteti v Beogradu. V letih 1954—1981 je bil zaposlen v Bosni, kjer je bil med drugim v premogovniku pri Zenici vodja službe za raziskave in projektiranje. Obenem je predaval na Fakulteti za strojništvo v Zenici in na Rudarski fakulteti v Tuzli. Po vrnitvi v Slovenijo je v letih 1981—1990 delal v Premogovniku Velenje; tu se je ukvarjal z geomehanskimi raziskavami in razvojem. Objavil je več kot 60. znanstvenih člankov in strokovnih študij, med drugimi tudi o varovanem odkopavanju pod vodonosnimi plastmi. V slovenskem knjižničnem informacijskem sistemu COBISS obsega njegova bibliografija 38 zapisov.

## Izbrana bibliografija
- Kriteriji varnega odkopavanja premoga pod vodonosnimi plastmi v Rudniku lignita Velenje (COBISS)
- Sanacija kot preventivni ukrep pred širjenjem plazu (COBISS)